# Miceștii de Câmpie
Miceștii de Câmpie (Hongaars: Mezőkecsed) is een Roemeense gemeente in het district Bistrița-Năsăud.
Miceștii de Câmpie telt 1207 inwoners.

## Hongaarse minderheid
De gemeente maakt onderdeel uit van de etnische regio Mezöség (Zevenburgse Vlakte). In het dorp Fântâniţa (Mezőköbölkút) vormen de Hongaren in 2011  op een bevolking van 369 inwoners met 130 Roemenen en 223 Hongaren een meerderheid van 60,3%.